# Svetlana Jódchenkova
Svetlana Viktorovna Khodchenkova (en Ruso: Светла́на Ви́кторовна Хо́дченкова; 21 de enero de 1983, Moscú, Unión Soviética) es una actriz rusa de cine, televisión y teatro. Desde 2018 es Artista de Honor de la Federación de Rusia.

## Carrera
Svetlana comenzó su carrera a los 15 años como modelo para luego probar suerte con la interpretación, por lo que se matriculó en 2001 en la Shchukin Theatrical School del Teatro Vajtángov de Moscú
Tras varios trabajos en su Rusia natal, Svetlana logró su primer papel de relevancia internacional en la aplaudida película Tinker Tailor Soldier Spy dirigida por Tomas Alfredson. En esta cinta interpretaba a Irina, una agregada cultural de la URSS que se ve envuelta en medio de una trama de espionaje de primer orden y donde compartía casi todas sus escenas con Tom Hardy.
En 2013 volvió a lograr otro papel relevante junto a Hugh Jackman en la cinta de superhéroes de Marvel The Wolverine. En esta ocasión interpreta a Viper (Madame Hydra), uno de los enemigos que Wolverine se encuentra en su viaje por Japón.